# Alliance démocratique ample

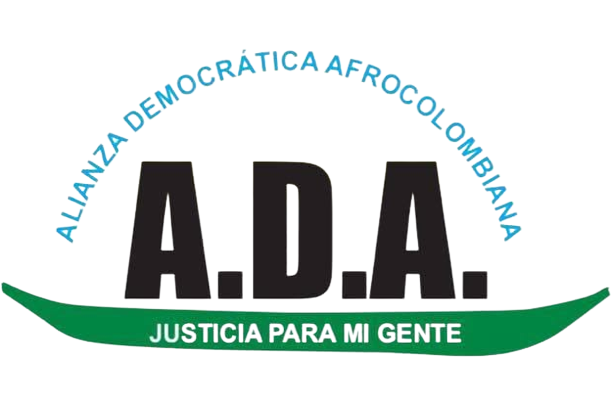
Logo du parti de l'Alliance démocratique ample.

L'Alliance démocratique ample ((es) : Alianza Democrática Amplia) (ADA) est un parti politique colombien fondé en 2018 sous le nom de Consejo Comunitario La Mamuncia. La même année, son candidat, Hernán Banguero, devient représentant à la Chambre des représentants pour le siège spécial pour les communautés afro-colombiennes, cependant ce dernier se sépare du Conseil communautaire provoquant un procès. Lors des élections régionales colombiennes de 2019, Elle devient l'Alianza Democrática Afrocolombiana et accorde son investiture à près de 3 500 candidats dans plus de 26 départements de la Colombie. Dans la perspective des élections législatives et présidentielle de 2022, l'ADA s'est ralliée au Pacte historique.